# Goffredo Galliani
Goffredo Galliani (Bologna, 1857 – Bologna, 1933) è stato un attore e commediografo italiano.

## Biografia
Galliani abbandonò il teatro in lingua per dar il proprio impegno allo stabile dialettale bolognese con sede al Contavalli.
Oltre che interprete efficace fu autore e fertilissimo riduttore, soprattutto, dalla letteratura francese.
Successivamente diventò capocomico.
Al Contavalli, da cui solo la morte lo avrebbe staccato, fu maestro a molti e resisté, dal 1923 in poi, alla brillantissima concorrenza della compagnia di Angelo Gandolfi, suo discepolo.
Temperamento curiosissimo, scrisse, in polemica con Alfredo Testoni, un Cardinale Prospero Lambertini (1929), che però fu negli anni dimenticato dal pubblico.

## Opere
- Sarteini (1892)
- Cardinale Prospero Lambertini (1929)